# روکا داواندرو
روکا داواندرو (به ایتالیایی: Rocca d'Evandro) یک کومونه در ایتالیا است که در استان کسرتا واقع شده‌است. روکا داواندرو ۴۹٫۴ کیلومتر مربع مساحت و ۳٬۴۳۷ نفر جمعیت دارد.